# Alexander Blockx
Alexander Blockx (Amberes, 8 de abril de 2005) es un tenista profesional belga.

## Inicios
Blockx nació en Amberes, Bélgica. Ha entrenado desde niño con Philippe Cassiers en su academia de tenis de Forest Hills en Bélgica.

## Carrera profesional
Su mejor ranking en individuales fue la posición N°398 el 13 de noviembre de 2023.

## Títulos ATP Challenger (2; 2+0)

### Individual (2)
| N.° | Fecha                   | Torneo | Superficie | Oponente en la final | Resultado |
| --- | ----------------------- | ------ | ---------- | -------------------- | --------- |
| 1.  | 17 de noviembre de 2024 | Kobe   | Dura (i)   | Jurij Rodionov       | 6-3, 6-1  |
| 2.  | 26 de enero de 2025     | Oeiras | Dura (i)   | Liam Draxl           | 7-5, 6-1  |